# Metaphaena ocellata
Metaphaena ocellata är en insektsart som beskrevs av Victor Lallemand och Synave 1951. Metaphaena ocellata ingår i släktet Metaphaena och familjen lyktstritar. Inga underarter finns listade i Catalogue of Life.